# Volkswagen XL1
Pour les articles homonymes, voir Volkswagen, XL et 1.
La Volkswagen XL1 est un véhicule hybride rechargeable bi-cylindres diesel du constructeur automobile allemand Volkswagen, présentée au Qatar Motor Show 2011. Produite à 250 exemplaires à partir de 2013, elle bénéficie d'un faible taux de consommation, record officiel de 0,9 l aux 100 km, et d'une faible émission record du monde de CO2 limitée à 21 g/km.

## Historique
La XL1 est l'aboutissement d'un ambitieux projet lancé au début du XXIe siècle par Ferdinand Piëch (président du conseil de surveillance du groupe Volkswagen AG, petit-fils héritier de Ferdinand Porsche, un des premiers inventeurs des voiture électrique et automobile hybride électrique Lohner-Porsche vers 1900) : « produire une voiture de série ne consommant qu'un litre aux 100 km ».
Trois prototypes sont préalablement présentés avant la XL1 : 
- 2002 : « 1 litre-car » (0,89 L de diesel aux 100 km),  configuration en tandem, masse à vide 290 kg, immatriculé WOB L1 [3]/, suivi par le modèle WOB L2
- 2009 : « L1 » configuration en tandem, motorisation hybride diesel-électrique (consommation de 1,38 L aux 100 km).
- 2011 : « XL1 » configuration côte à côte (hybride diesel 0,9 L aux 100 km)

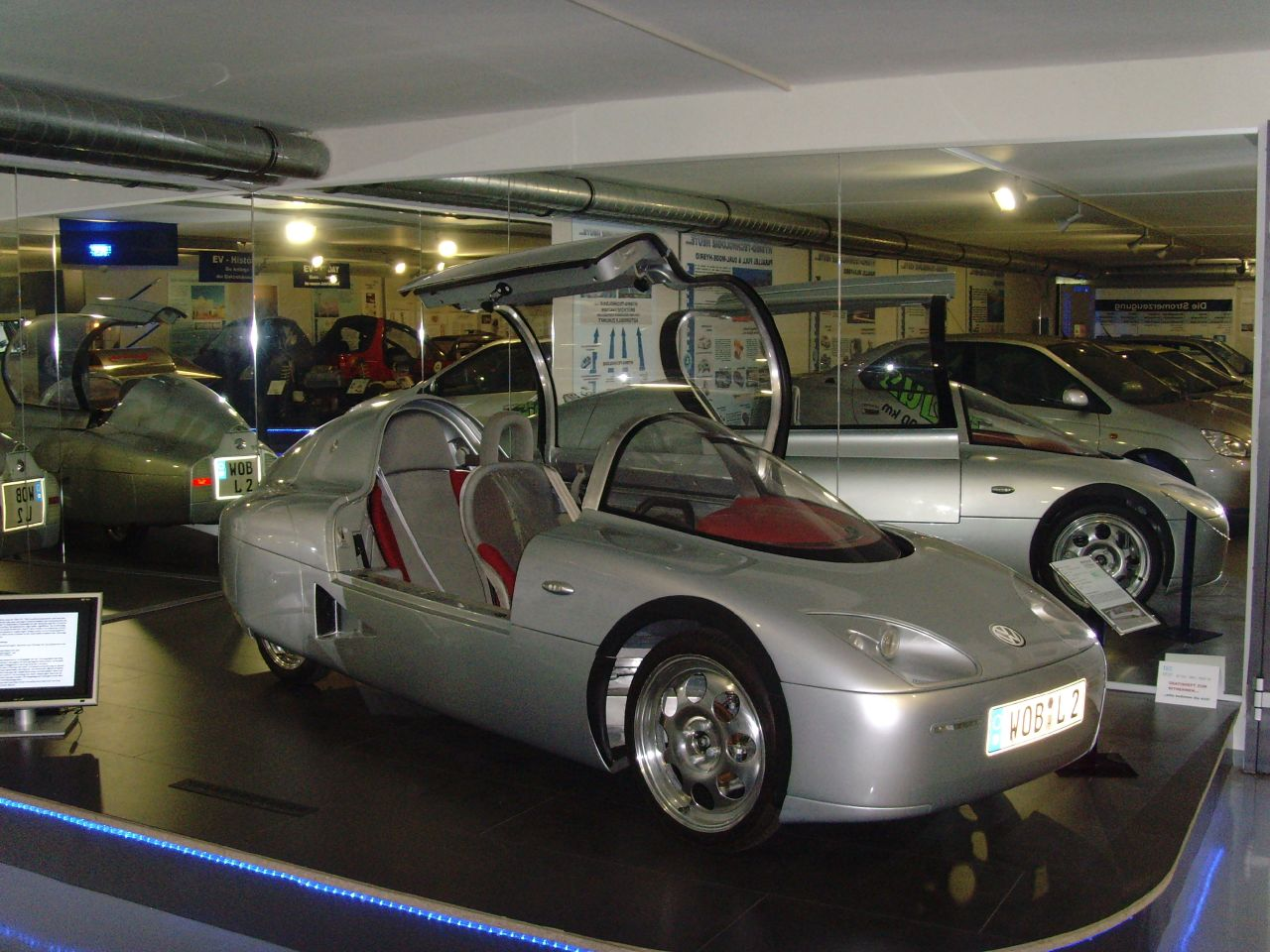
Prototype 1-litre car (2002)
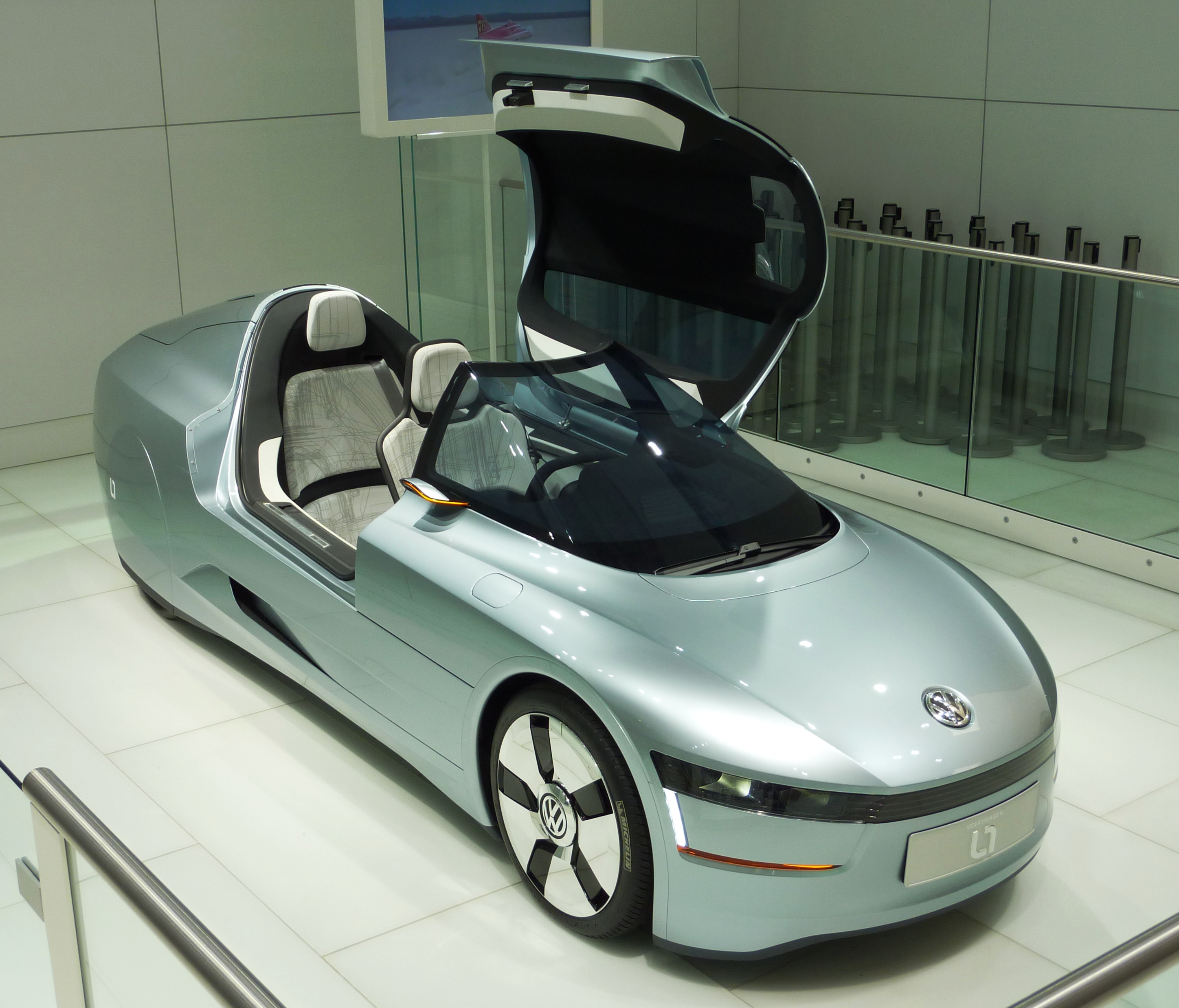
Prototype L1 (2009)
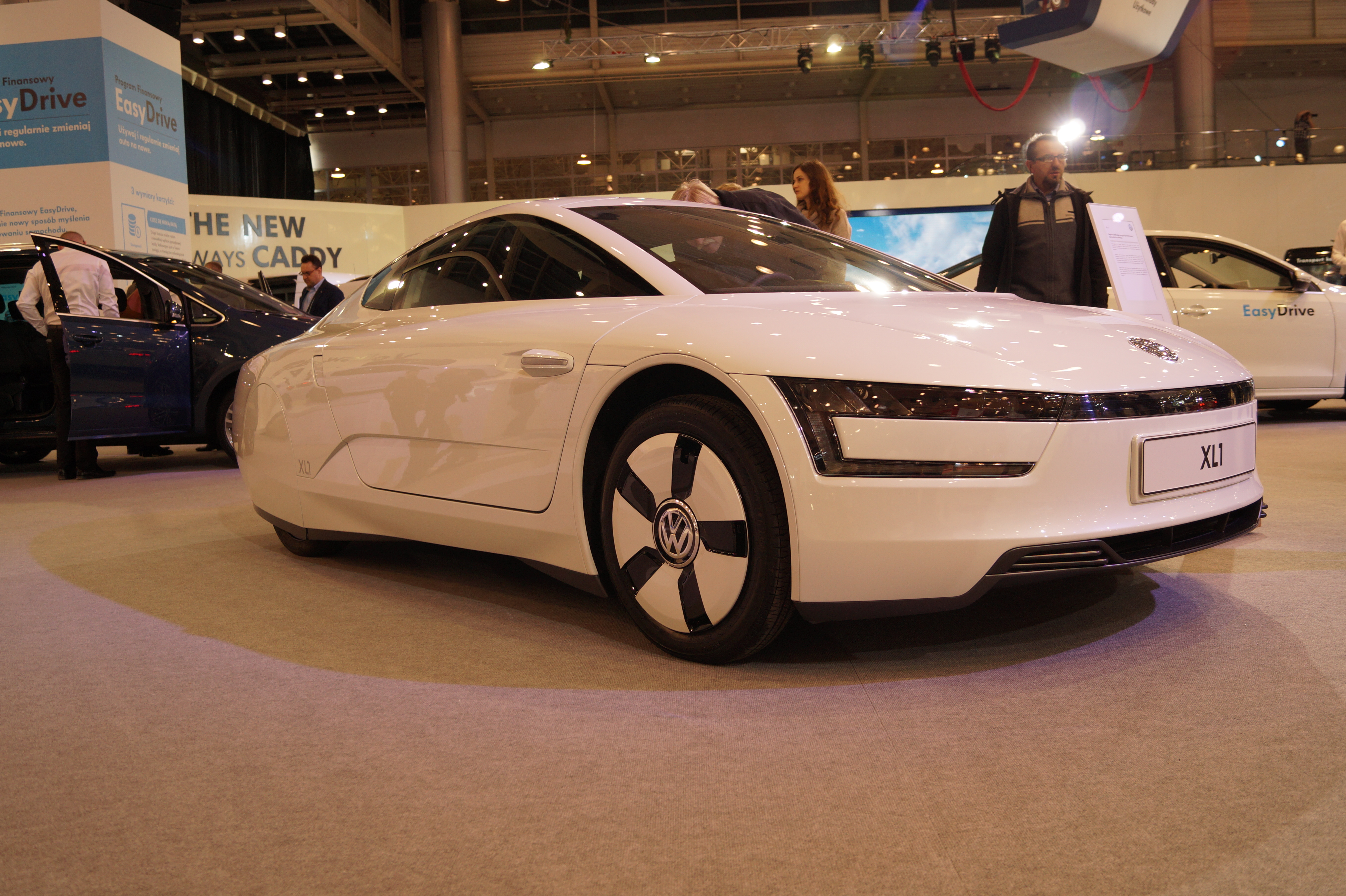
Prototype XL1 (2011)

En 2013 le groupe présente le modèle de production XL1 au salon international de l'automobile de Genève. Il est produit en série limitée de 250 unités dans l'ancienne usine Karmann d'Osnabrück en Allemagne. En raison des solutions de haute technologie choisies, complexes et onéreuses à fabriquer en série, elle est commercialisée au prix de 111 000 €.

### Carrosserie XL1
La carrosserie deux places côte à côte est en forme de goutte d’eau; elle est fabriquée avec des solutions de matériaux d'avant garde pour parvenir à la masse de 795 kg, avec fibre de carbone et polymères, et finesse aérodynamique record avec un Cx de 0,189Modèle:Senec.

Volkswagen XL1 de série du salon de Francfort 2013
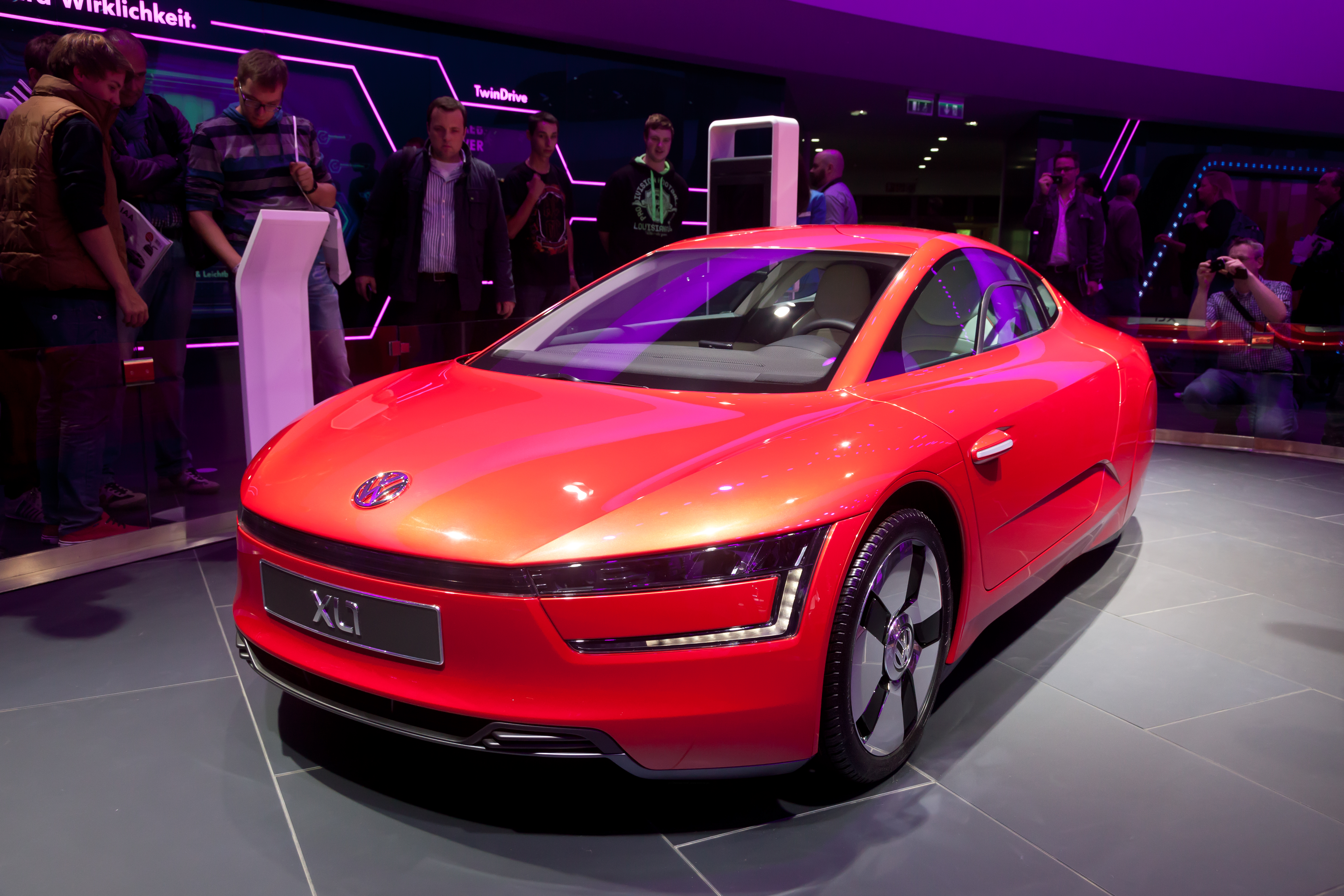
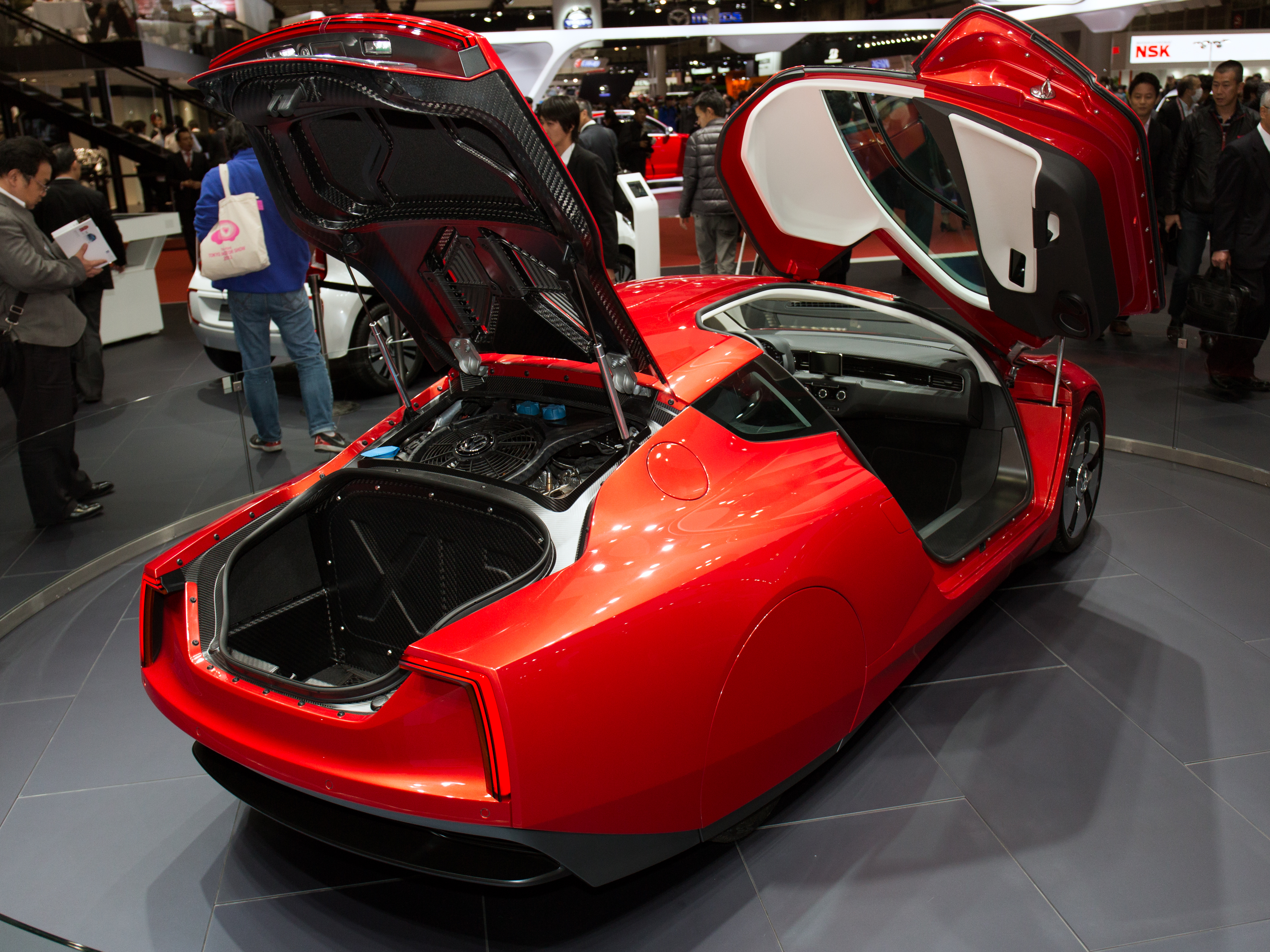
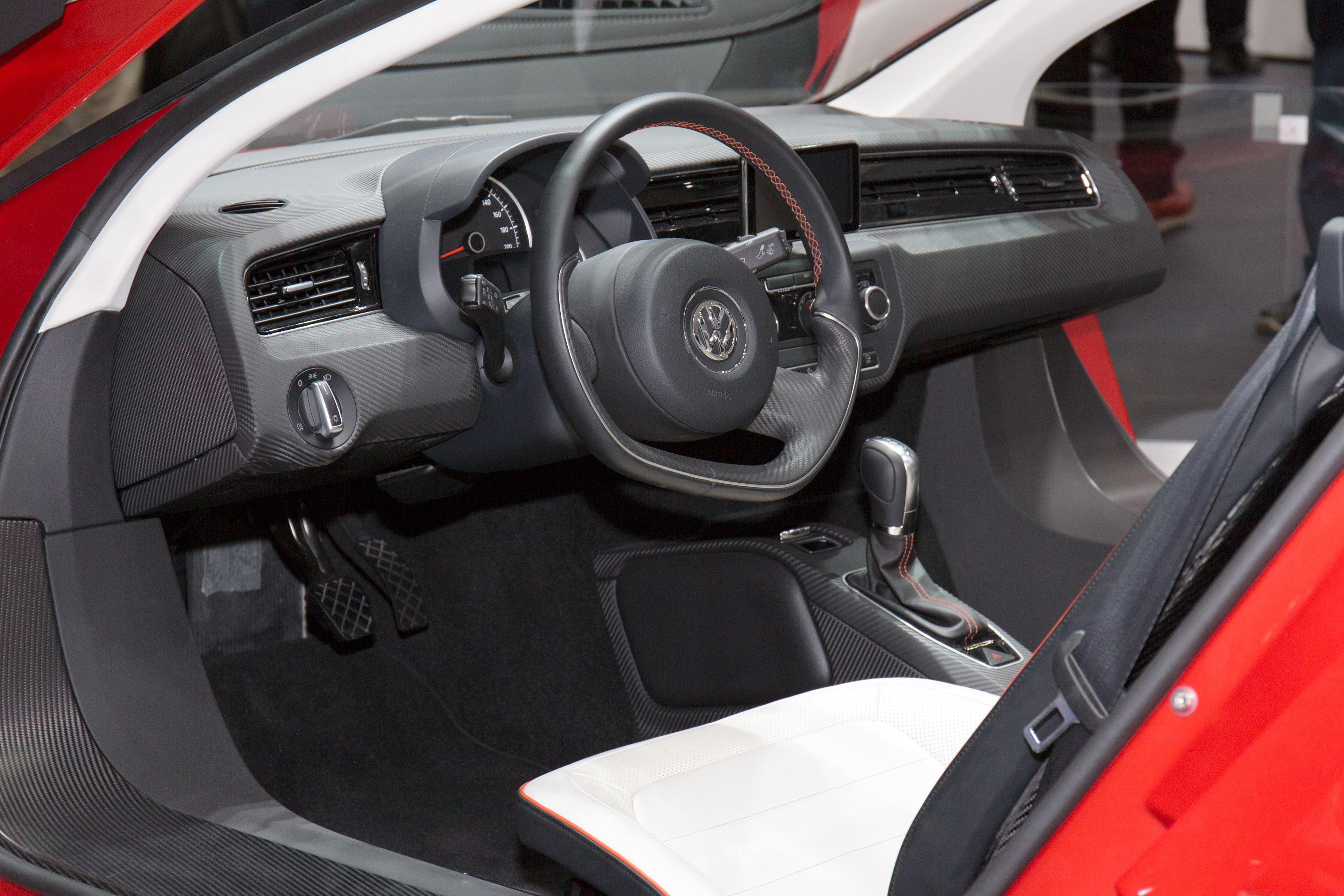

Elle est équipée de portes papillon, jantes en magnésium forgé, pneus étroits à faible résistance au roulement, disques de freins en céramique, planche de bord en fibres de bois, vitres latérales en polycarbonate, caméras à la place des rétroviseurs extérieurs et aide au parking, boîte automatique robotisée DSG à 7 rapports, coffre de 120 litres .

### Motorisation XL1

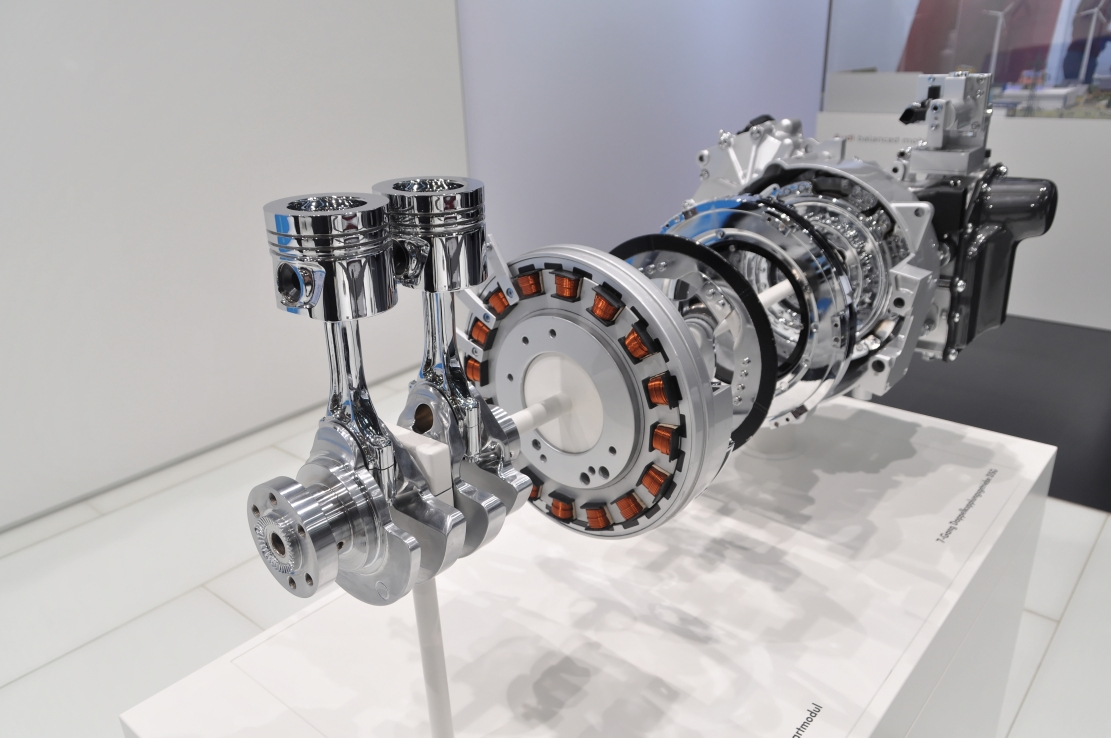
Moteur bicylindre hybride XL1

La XL1 est dotée d'une motorisation diesel hybride rechargeable à propulsion, à moteur central arrière transversal, d'une puissance de 69 chevaux en mode combiné :
- 1 moteur Diesel bicylindre TDI (Turbo Diesel Injection) de 0,8 litre pour 48 chevaux.
- 1 moteur électrique de 20 kW / 27 cv alimenté par un accumulateur lithium-ion de 5,5 kWh rechargeable sur station de recharge, avec une autonomie d'environ 35 à 50 km.

### Performances XL1
- 0 à 100 km/h en 12,7 s, et vitesse de pointe de 158 km/h.
- Consommation officielle de 0,9 l/100 km avec une émission record du monde de CO2 limitées à 21 g/km[2],[5].
- Autonomie en mode électrique de 50 km, et autonomie totale de 500 km avec les 10 litres de gazole du réservoir.